# 태국 북부
태국 북부(Northern Thailand)는 태국의 지방의 하나이다. 한국에서 말하는 영남 지방 등과 같은 단순한 지방 이름이며 행정적 성격은 없다. 경우에 따라서는, 한층 더 북부와 중북부로 나눌 수 있다. 문화·경제의 중심은 치앙마이이다.
북부는 북부 타이족으로 불리는 타이족의 부족이 수코타이 왕조·아유타야 왕조와는 다른 계통의 란나 왕조를 세웠던 것에서 시작되었고, 란나 왕조가 무너지면서 버마에 점령되었기 때문에 미얀마 문화의 영향을 받아, 사원 건축이나, 태국 문자보다는 버마 문자와 비슷한 란나 문자로 대표되는 독특한 문화를 만들어냈다.
언어적으로는 북부 태국어로 불리는 라오스어와 비슷한 방언을 사용한다. 북중부에서는 일찍이 수코타이 왕조가 존재해, 태국 문화의 원류이기도 하다.
북부는 특히 산악 지대로 고지 미얀마·윈난성·라오스 북부·베트남 북부 등과 함께 다양한 산악 민족이 사는 지역이다.

## 4지방 체제
1. 치앙마이
2. 치앙라이
3. 깜팽펫
4. 람빵
5. 람푼
6. 매홍손
7. 나콘사완
8. 난
9. 파야오
10. 펫차분
11. 피칫
12. 핏사눌록
13. 프래
14. 수코타이
15. 딱
16. 우타이타니
17. 우따라딧

## 6지방 체제
1. 치앙마이 (เชียงใหม่)
2. 치앙라이 (เชียงราย)
3. 람빵 (ลำปาง)
4. 람푼 (ลำพูน)
5. 매홍손 (แม่ฮ่องสอน)
6. 난 (น่าน)
7. 파야오 (พะเยา)
8. 프래 (แพร่)
9. 우따라딧 (อุตรดิตถ์)

## 같이 보기
- 태국의 지방